# Wikipédia en catalan
Wikipédia en catalan (en catalan : Viquipèdia en català) est l’édition de Wikipédia en catalan, langue occitano-romane parlée dans les Pays catalans en Espagne, en Andorre, en France et en Italie. L'édition est lancée le 16 mars 2001,. Son code est : ca.
Au 21 mars 2025, l'édition en catalan contient 770 746 articles et compte 509 096 contributeurs, dont 1 206 contributeurs actifs et 26 administrateurs.

## Historique et présentation

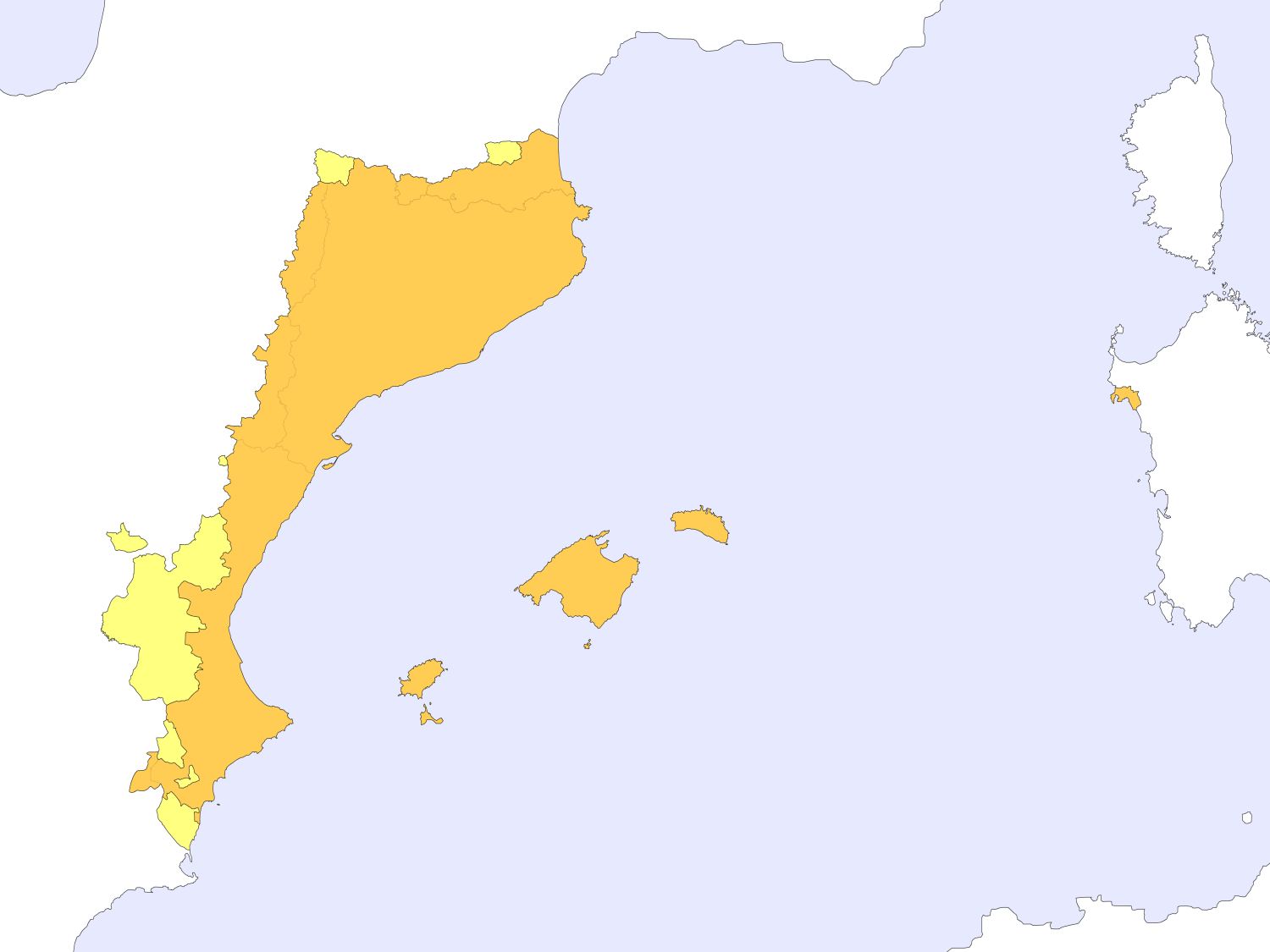
Aire de diffusion du catalan (not. la côte est de l'Espagne et l’extrême sud de la France).

Le 16 mars 2001, Jimmy Wales annonce sa volonté de créer des versions de Wikipédia dans d’autres langues et annonce son intérêt pour une Wikipédia en version catalane. Les premiers tests ont été effectués sur deutsche.wikipedia.com, et quelques minutes plus tard, la version catalane est indépendamment créée sous le domaine catalan.wikipedia.com.
La première édition de cette version est effectuée à 21 h 7 UTC le 16 mars 2001 sur la page d'accueil de cette édition. La première contribution, quant à elle, date du 17 mars à 1 h 41 UTC dans l'article ca:Àbac.
Plus tard, le nom du domaine change de ca.wikipedia.com à ca.wikipedia.org. Aux environs de 2003, la communauté de cette édition utilise le terme de « Viquipèdia » en parlant de leur site. Désormais, ce mot est employé parmi les Catalans pour désigner la globalité de Wikipédia. En 2005, le domaine www.viquipedia.net est redirigé vers le domaine ca.wikipedia.org. En 2007, www.viquipedia.cat est également redirigé. En 2005, la communauté wikipédienne catalane débat sur le nom à utiliser pour nommer leur page d’accueil entre català, valencià ou un mélange de ces deux mots : català-valencià et català o valencià.

## Statistiques

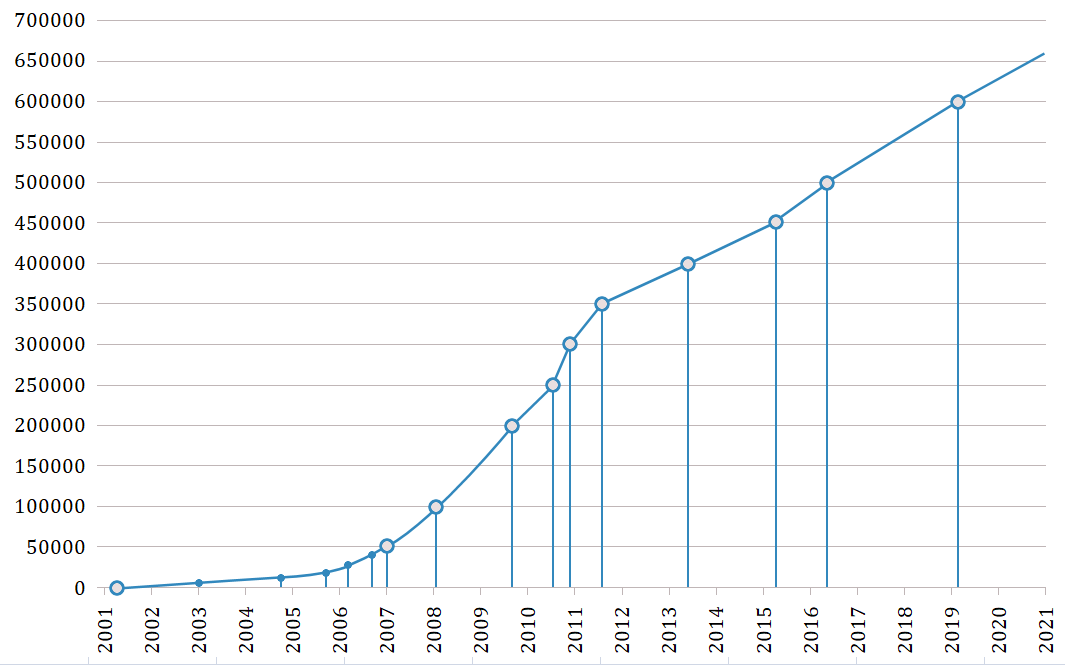
Évolution du nombre d'articles

- Le 18 janvier 2008, l'édition de wikipédia en catalan atteint 100 000 articles.
- En septembre 2009, elle atteint 200 000 articles.
- Le 11 juillet 2013, l'édition de wikipédia en catalan compte 406 180 articles et 149 695 utilisateurs enregistrés[8].
- Le 31 mars 2014, elle compte 424 989 articles, 166 541 utilisateurs, 1 898 utilisateurs actifs et 31 administrateurs. Elle est alors la 17e version de Wikipédia en nombre d’articles[8].
- Le 17 février 2015, elle compte 452 219 articles, 189 998 utilisateurs, 1 612 utilisateurs actifs et 27 administrateurs[8].
- En mars 2016, elle atteint 500 000 articles.
- Le 2 octobre 2017, elle compte 556 718 articles, 266 693 utilisateurs, 5 572 utilisateurs actifs[Information douteuse] et 25 administrateurs. Elle est alors la 18e version de Wikipédia en nombre d'articles, la 30e version en nombre d’utilisateurs et la 17e version en nombre d’utilisateurs actifs[8].
- Le 14 février 2018, elle compte 572 563 articles, 282 656 utilisateurs, 1 557 utilisateurs actifs[N 1] et 24 administrateurs[8].
- Le 25 septembre 2022, elle contient 711 343 articles et compte 429 049 contributeurs, dont 1 038 contributeurs actifs et 30 administrateurs.
- Le 10 août 2024, elle contient 756 963 articles et compte 489 816 contributeurs, dont 963 contributeurs actifs et 27 administrateurs.